# Силуријанци
Силуријанци (енгл. Silurians) су раса рептилских хуманоида у британској научнофантастичној телевизијској серији Доктор Ху, која се први пут појавила у Доктору Хуу у серијалу Доктор Ху и Силуријанци из 1970. године, а осмислио их је Малколм Халк. Први представљени Силуријанци су приказани као праисторијски и научно напредни разумни хуманоиди који су претходили зори човека. У својој прошлости, Силуријанци су ушли у хибернацију коју су сами изазвали да би преживели оно што су предвидели да ће бити велики атмосферски преокрет изазван тиме што је Земља ухватила Месец.
Силуријанци који су се први пут појавили у причи из 1970. су широки, трооки становници земље. Серијал Морски ђаволи из 1972. године, такође Халков, представио је њихове истоимене рођаке амфибије. И Силуријанци и Морски ђаволи појавили су се у серијалу Ратници из дубина из 1984. и нису се више појављивали у серији пре њеног отказивања 1989. године. Након оживљавања серије 2005. године, снажно редизајнирани Силуријанци су поново уведени у серију 2010. и поново су се појављивали често од тада, док су се Морски ђаволи први пут поново појавили 2022. године, а дизајн им је био углавном непромењен. Године 2018. научници из стварног живота Адам Френк и Гавин Шмит назвали су своју силуријанску хипотезу по врсти из серије.
Уобичајено названи Силуријанци, по њиховом наводном пореклу из силуријанског периода, створења су такође називана другим именима. У Морским ђаволима, Трећи Доктор (Џон Пертви) тврди да је, „правилно говорећи”, Силуријанце требало звати „еоценима”. Име Homo reptilia се први пут користи да опише бића у роману Доктор Ху и пећинска чудовишта (1974), а на екрану први пут у епизоди „Гладна Земља” (2010). У Морским ђаволима, амфибијског Силуријанца је човек Кларк (Деклан Малоланд) назвао „Морски ђаво”, док у Ратницима из дубина Силуријанци који живе на копну користе израз „Морски ђаво” за њихове водене парњаке.

## Стварање
Ослањајући се на идеје серијала Кватермас, продуцент Питер Брајант и продуцент и уредник сценарија Дерик Шервин одлучили су да за седму сезону серије, протагониста Доктор треба да буде ограничен на савремену Земљу и да ради заједно са организацијом UNIT која је истакнута у серијалу шесте сезоне Најезда. Продуцент Бери Летс и уредник сценарија Теренс Дикс, који су наследили ову нову визију серије, такође су желели да њихове приче за седму сезону имају озбиљан, дубљи подтекст. Обратили су се Малколму Хулку, косценаристи серијала Патрика Траутона Безлични (1967) и Ратне игре (1969), да напише серијал за ову нову сезону.
Хулк је видео ограничења са овим земаљским форматом – веровао је да ће постојати две врсте прича, једна са лудим научницима, а друга са најездом ванземаљаца. Теренс Дикс сматра заслуге за размишљање о идеји створења која су била ту све време, међутим, други извори дају заслуге Хулку што је намерно размишљао ван својих ранијих предубеђења.
Док су планирали приче за девету сезону Доктора Хуа, Дикс и Летс су одлучили да оживе силуријански концепт, овог пута са преокретом ових нових силуријанаца који потичу из мора. Првобитно названи "Морски силуријанци", они су прекрштени у "Морски ђаволи" због драматичног ефекта док је Хулкова прича била уређена.
Џони Бирн, сценариста серијала о Питеру Дејвисону Ратници из дубина (1984), примећује да је створење Мирка створено да ослободи Силуријанце кривице за геноцид, користећи то створење као оружје у крајњој нужди.

## Појављивања

### Телевизија
У свом првом појављивању у Доктору Хуу и Силуријанцима (1970), група Силуријанаца је из хибернације пробудила енергија из оближњег истраживачког центра нуклеарне енергије у Дербиширу. Трећи Доктор (Џон Пертви) у почетку успева да постигне частан споразум са вођом колоније. Нажалост, вођу колоније убија млађи Силуријанац који постаје нови вођа, са намером да води далеко агресивнију политику. У том циљу, Силуријанци затим покушавају да поврате планету од човечанства ослобађањем смртоносног вируса и покушајем да растуре Ван Аленов појас. Доктор је осујетио оба плана. Упркос Докторовим најбољим напорима да посредују у мирном решењу, Силуријанци су и даље решени да истребе човечанство, али UNIT уништава њихову базу по наређењу бригадира Летбриџ-Стјуарт (Николас Кортни) да би спречила ову отворену претњу.
У Морским ђаволима (1972), амфибијску варијанту Силуријанаца буди из хибернације одметнути Господар времена познат као Господар (Роџер Делгадо), који их убеђује да поврате планету од људског рода. Упркос напорима Трећег Доктора да их убеди у супротно, Морски ђаволи на крају одлучују да крену у рат, приморавајући Доктора да уништи њихову базу. Открива се, међутим, да је било много колонија које су још увек у хибернацији широм света. Силуријанци са копна и "Морски ђаволи" су се затим заједно појавили у Ратницима из дубина (1984), где поново покушавају да поврате Земљу од људи. Смештен у 2084. годину током дуготрајног „хладног рата“ између фракција човечанства, серијал описује Морске ђаволе као елитне ратнике који носе оклопе у стилу самураја и отпорне на метке. Пети Доктор (Питер Дејвисон) узалуд покушава да спречи било какво крвопролиће против било које врсте и говори сапутницима Теган Јованки (Џенет Филдинг) и Вислору Турлу (Марк Стриксон) да Силуријанцима дају кисеоник како би их заштитили од гаса хексахромита који је пустио у атмосферу базе. Последњег преживелог Силуријанца у епизоди, међутим, убија Турло, остављајући Доктора очајним.
Силуријанци су поново уведени у серију након њеног укидања и оживљавања у дводелној причи из 2010. „Глад Земље (1. део)“ и „Хладнокрвно (2. део)“ у којој су 2020. пробуђени операцијом подземног бушења. Овим Силуријанцима недостаје треће око од својих колега из 1970–84 и носе маске. Пошто су бушење погрешно протумачили као намеран напад, Силуријанци узимају таоце. Након дуготрајног сукоба, Једанаести Доктор (Мет Смит) оставља иза себе Тонија Мека (Роберт Пју) и Насрин Чодри (Мира Сијал) у силуријанском граду да делују као посланике људског рода када се поново пробуде за хиљаду година, упркос томе, род је поново активиран 64 године касније у Ратницима из дубина.
У „Отварању Пандорике“ (2010), неки Силуријанци се појављују 102. године нове ере заједно са разним ванземаљским непријатељима Доктора (међу којима су ванземаљци Далеци, Киберљуди, Сонтаранци, Џадуни и друге врсте) како би затворили Доктора у митску „Пандорику“ како би, како они то виде, да спасе васиону од њега.
Понављајући лик мадам Вастра (Нив Мекинтош) је затим представљена у „Добар човек иде у рат“ (2011) као силуријанска детективка из викторијанске ере, која се спријатељила са Доктором након кратког дивљања у лондонској подземној железници. Она живи са својом људском женом Џени Флинт (Кетрин Стјуарт) и после „Доброг човека“, такође запошљава Сонтаранца Стракса (Ден Старки) као свог батлера. „Патерностерска банда“, како су њих троје познати, понекад укључујући и Доктора, се поново појављују у „Снежним људима“ (2012) и његова три кратка наставка 2012–13, „Гримизни ужаси“, „Име Доктора“ (обе 2013) и „Удахни дубоко“ (2014). У „Гримизном ужасу“ Вастра тврди да је од пре 65 милиона година.
Силуријанци се помињу у епизоди Торчвуда из 2011. „Крвне везе“ (2011). Капетан Џек Харкнес (Џон Бароумен) накратко размишља да би Благослов (древни феномен испод површине Земље) могао бити изван "силуријанске митологије".
Силуријански лекар Малокех (Ричард Хоуп) је виђен како присуствује Винстону Черчилу (Ијан Мекнис) у епизоди „Удаја Ривер Сонг“ (2011) у прекинутом временском току. Хоуп игра још једног Силуријанца у „Диносаурусима на свемирском броду“ (2012), накратко виђеном на екрану рачунара. Насловни свемирски брод је Силуријански ковчег који тражи нову планету са товаром диносауруса, а силуријанска колонија на броду коју је Соломон (Дејвид Бредли) избацио из брода пре епизоде. Показало се да је брод стигао до планете по имену Силурија са својим диносаурусима на крају епизоде.
У „Времену Доктора“ (2013), многе силуријанске ковчеге виде се међу бродовима окупљеним око Трензалора.
Морски ђаволи су се први пут модерно појавили у специјалу из 2022. године „Легенда о Морским ђаволима“ (2022), причи о Тринаестој Докторки (Џоди Витакер). За разлику од Силуријанаца, њихов изглед и израда су углавном непромењени у односу на изворну серију.

### Књижевност
Све Силуријанске приче на телевизији пре 2010. године су преточене у романе. Доктор Ху и пећинска чудовишта (1974), романизација Доктора Хуа и Силуријанаца, додаје пролог који приказује почетак хибернације Силуријанаца; романизација избегава да се гмизавци помињу као Силуријанци. Новелизација Ратника из дубина Теренса Дикса (1984) описује Иктара, јединог преживелог из Силуријанског тројства, као преживелог из силуријанске колоније у пећинама у близини нуклеарног истраживачког објекта из Доктора Хуа и Силуријанаца. Према овој књизи, Силуријанци су само запечаћени, али не и уништени. У роману са Седмим Доктором Нових невиних пустоловина Крвава врелина (1993), Силуријанци алтернативне стварности освојили су Земљу пошто је Трећи Доктор убијен у њиховом првобитном изгледу, а Седми Доктор је на крају присилио људе и Силуријанце овог света у примирје. У супротности са романом „Ратници из дубина“, у роману „Ваге неправде“ (1996) се помиње да се Иктарово склониште пробудило четрдесет година пре догађаја из Доктора Хуа и Силуријанаца и да се склониште налази на другом крају света, на Британским острвима. У Ваге неправде, силуријанац Ауги гладан моћи планира да искорени човечанство, почевши од флоте за најезду силуријанских хибрида на обали Кента. UNIT се успешно изборио против ове флоте. Трећи Доктор такође сазнаје о силуријанским бојним крсташима и оружју Мирке у овој књизи, а оба се појављују у Ратницима из дубина.
Силуријанци су такође имали много мањих појављивања у низу романа Нових невиних пустоловина. До 26. века, у време људске археолога Бернис Самерфилд, израз „земаљски рептил“ постао је популарно коришћен за описивање Силуријанаца након њихове мирне интеграције са људским друштвом, као у роману Вечни плач (1997). Силуријанска приповетка „Хладни рат“ такође се налази у антологији Кратка путовања: челично небо (2003). Поред тога, иако се не појављују у Точку леда (2012), они се помињу. Очигледно, Аркива је покушала да их намами на Сатурн, али су ушли у хибернацију пре него што је то било могуће. Мадам Вастра такође се појављује у новели Ђаво у диму (2012) и роману Силуета (2014).

### Стрип
Силуријанци се такође појављују у стриповима. Стрип прича „Сумрак Силуријанаца” (1980) смештена је у последње дане ове врсте пре хибернације где Силуријанци посматрају заробљене „људе-мајмуне” у својој зоолошкој истраживачкој станици, пре милионима година. Стрип „Град ђавола“ (1983) садржи двоје сапутника Доктора Хуа, новинарку Сару Џејн Смит и пса робота К9 који откривају скривени град Силуру (овде „Еоцен“) у египатским археолошким ископинама који траже миран суживот са људима. Овај стрип је заснован на премиси телевизијског огранка и специјала К9 и друштво. У луку приче „Коначно постање“ (1993), приказан је алтернативни универзум у којем су Силуријанци склопили мир са човечанством и два рода живе у складу: UNIT је преименован у ОКУР, 'Обавештајна команда Уједињених родова'. У циклусу стрипова Часописа Доктор Ху „Киберљуди“ (1994–96), киборг род Киберљуди открива Силуријанце и Морске ђаволе који живе на сопственој планети Мондас током неодређеног времена у прошлости. У Доктору Хуу, Мондас је бивша Земљина планета близнакиња. Трака такође приказује Голгота, првобитну хуманоидну фигуру бога рептила која подсећа на морског ђавола и можда има неку везу са Силуријанцима. Мадам Вастра се појављује у стрипу „Кристални престо“ (2014) Часописа Доктор Ху.

### Аудио драме
Силуријанци се такође појављују у аудио драми продукције "Big Finish" Крвава плима (2001) у којој Шести Доктор интервенише када су Чарлс Дарвин и експедиција брода "Бигл" наишли на одметнуту силуријанску групу на Галапагоским острвима. Аудио драма открива да је вођа ове групе био одговоран за стварање праисторијских предака човечанства путем забрањеног програма узгоја, саботирајући силуријанске застојне коморе како би избегао казну за своје поступке. У аудио драми Отровно море (2003), из низа пустоловина Бернис Самерфилд, Самерфилдова путује на планету Косан негде у будућности да помогне колонији земаљских гмизаваца (Морских ђавола) која је тамо угрожена. У драми UNIT: Државни удар (2004), Силуријанци покушавају да коначно склопе мир са људима, иако шира јавност верује да је то штос који укључује мушкарце у гуменим оделима. У UNIT: Губитак (2005), Силуријанци помажу UNIT-у у проналажењу лека за смртоносну кугу. Године 2017. Силуријанци се појављују у аудио драми са Седмим Доктором Силуријански кандидат где Силуријански тројац из 2088. покушава да се убаци на кључни мировни скуп испирањем мозга једном од учесника како би он убио себе и другог главног вођу на начин који би покренути нуклеарни рат, али Доктор успева да спречи овај план па уместо тога предлажу нови план где ће силуријанске колоније изаћи из суспендоване анимације миленијумима у будућности пошто се Земља опорави од опустошења соларних бакљи (као што је наведено у Барци у свемиру), колоније се постепено 'буде' тако да ће човечанство и силуријанци у суштини поново изградити Земљу без да било која страна поседује бројчану надмоћност.

### ВанДоктора Хуа
Силуријанци се такође појављују ван медија везаних за Доктора Хуа. Пећински цртеж Силуријанца и Морског ђавола појављују се у пећини на Марсу у Бисерни трагови: Велика игра који је написао Ијан Едгинтон, а нацртао Мет "Д'Израели" Букер. Силуријанци и Морски ђаволи се помињу у другом тому Лиге изузетне господе Алана Мура где су били повезани са Створењем из Црне лагуне. Лига изузетне господе смештена је у измишљени универзум који у једном континуитету помирује подвиге различитих измишљених ликова.
Чланак из часописа из 2018. објављен у Међународном часопису за астробиологију у којем аутори расправљају о хипотетичкој могућности откривања доказа о древним индустријским цивилизацијама у геолошким записима Земље, у свом наслову помиње „хипотезу силуријанаца“.